# Sultanatos de Lanao
Los Sultanatos de Lanao en Mindanao, Filipinas fueron fundados en el siglo XVI a través de la influencia de Shariff Kabungsuan, quien fue entronizado como primer Sultán de Maguindanao en 1520. Los Maranao de Lanao estaban familiarizados con el sistema de sultanato cuando el Islam fue introducido en la zona por musulmanes misioneros y comerciantes de las regiones Medio Oriente, Indian y Malay que propagaron el Islam a Sulu y Maguindanao.
A diferencia de Sulu y Maguindanao, el sistema del Sultanato en Lanao fue excepcionalmente descentralizado. El área se dividió en Cuatro Estados Soberanos de Lanao o Pat a Phangampong a Ranao que se componen de varias casas reales (Sapolo ago nem a Panoroganan o The Sixteen (16) Casas Reales) con jurisdicciones territoriales específicas dentro de Mindanao continental. Esta estructura descentralizada del poder real en Lanao fue adoptada por los fundadores y mantenida hasta el día de hoy, en reconocimiento al poder compartido y prestigio de los clanes gobernantes en el área, enfatizando los valores de unidad de la nación (Kaiisaisa o Bangsa), patrocinio (kaseselai) y fraternidad (kaphapagaria).
Habían mantenido y defendido con éxito su Sultanato de todos los intentos españoles. Tras el último intento, los españoles nunca más se aventuraron en toda su duración en el archipiélago durante 333 años.

## Los cuatro estados soberanos

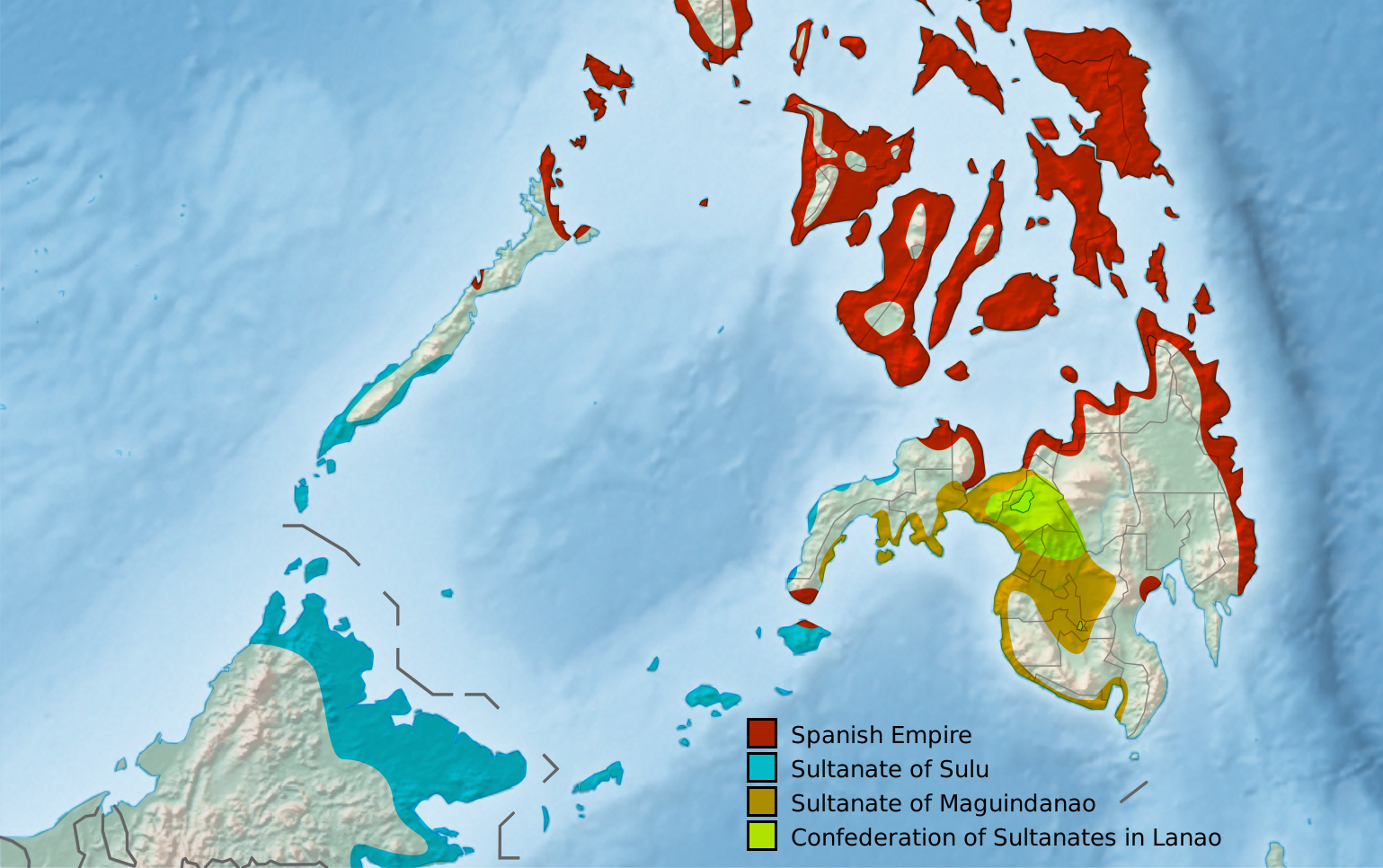
Extensión aproximada de la Maranao Confederación que limita con los Sultanatos de Maguindanao y Sulu, y los territorios de los no islamizados pueblo lumad

Los cuatro estados soberanos de Lanao son:
- Unayan
- Masiú
- Bayabao
- Baloi

### El sistema actual
La supuesta integración poco ética por la forma republicana de gobierno bajo la Mancomunidad de Filipinas sin el consentimiento de la 1.ª Presidencia del entonces Manuel Quezon, la 1.ª Constitución de Filipinas desde 1934 ha prohibido la concesión de títulos de nobleza a los ciudadanos de filipino. Legalmente, el estado no reconoce el sistema Sultanato.
El sistema de sultanatos en Lanao ha sobrevivido al colonialismo y al no reconocimiento por parte de las autoridades estatales. Al igual que los sultanatos en el actual Sultanato de Brunéi, la República de Indonesia, el Gobierno Federal de Malasia y la región musulmana en el Reino de Tailandia, los sultanatos en Mindanao han seguido existiendo a pesar de su no reconocimiento.
En la región de Lanao (compuesta por Lanao del Sur y Lanao del Norte), el sistema de sultanatos se ha mantenido importante como parte integral de la sociedad de Maranao, simbolizando la autoridad real, el patrimonio cultural y la influencia islámica. En la actualidad, Maranaos traza su linaje, legitimidad y autoridad a través de su Salsila que ha narrado los orígenes de las casas reales de Lanao.
A pesar de no tener reconocimiento legal del sistema del Sultanato, las Casas Reales de Lanao ahora son casas étnicas y tradicionales protegidas cuando el gobierno filipino legisló la Ley de Derechos de los Pueblos Indígenas de 1997 que reconoce y promueve todos los derechos de las Comunidades Culturales y Indígenas Pueblos Indígenas de Filipinas.

## Historia de las Casas Reales
Shariff Bangkaya engendró dos hijos de su tercera esposa Bae sa Matampay, a saber, Dakeneq de Malabang y Shariff Laut Buisan. Shariff Laut Buisan fue instalado como sexto sultán de Maguindanao en 1597 y estaba casado con la hermana del sultán Batara Shah Tengah de Sulu. Shariff Laut Buisan engendró a Gayang y Muhammad Dipatuan Kudarat. Gayang estaba casada con el nieto de Dimasangcay Adel – Shariff Matonding, cuyos hijos reinaron como Sultanes y Bai a Labi de Lanao, mientras que su hermano Shariff Muhammad Kudarat era instalado como séptimo sultán de Maguindanao en 1619. En 1656, el sultán Kudarat declaró una yihad contra la española colonialista. Su sultanato se sintió tan lejos como Ternate en Indonesia y Borneo, y de hecho, su poder alcanzó las costas de Bohol, Cebú , Panay, Mindoro y Manila en el norte.

### Nacimiento de los Sultanatos en Lanao
En Lanao, los Maranao comenzaron a familiarizarse con el sistema de sultanatos en el siglo XV antes del Era colonial española a través de la influencia de Shariff Kabungsuan, quien fue entronizado como el primer Sultán de Maguindanao en 1520 , En 1640, Balindong Bsar de la casa de Masiu se convirtió en el primer cacique de Maranao entronizado como sultán, con el título específico de sultán Diagaborolah. Fue acusado de hacer cumplir las enseñanzas del Islam y la ley y el orden en Lanao. El mismo año, Sultán Diagaborolah consultó a los siete Maranao Datus sobre cómo gobernar Lanao.
Eran Dianaton Naim de Butig, Sultán Mardan de Macadar, Datu Burus de Pagayawan, Datu Ottowa de Ditsaan, Datu Acari de Ramain, Onbaor de Bansaya, Engki-Okoda de Minitepad y Alanake de Baloi. Los ocho sabios (incluido Balindong Bsar) acordaron crear los cuatro estados soberanos de Lanao ("Pat a Phangampong a Ranao") compuestos por los estados de Unayan, Masiu, Bayabao y Baloi, y las 16 casas reales (' 'Panoroganan o Casas Reales) y en un nivel inferior, los 28 miembros del cuerpo legislativo (Pyakambaya ko Taritib), y los sultanes de área.
El sistema sociopolítico se basaba en las leyes Taritib, Ijma, leyes consuetudinarias y prácticas adaptadas de los maranaos. El sistema Phangampong se dividió además en unidades sociopolíticas más pequeñas.
El Taritib, una orden o ley antigua unía a los cuatro estados o principados de Lanao en una alianza o confederación y definía sus relaciones. No existe una autoridad central todopoderosa, pero todos los estados o principados respetan la alianza tradicional denominada Kangiginawai.
Un problema que acosaba al sultanato de las cuatro confederaciones de Lanao era la identificación del área de tierras ancestrales (Kawali) de cada estado (Phangampong). En consecuencia, fueron definidos por Datu Pascan de Unayan, Datu Popawan de Bayabao, Amiyanon Simban de Masiu, y Datu Dilion de Baloi. El acuerdo conocido como Kiatathamana-an delineó las áreas como: Dalama, ubicado en el municipio de Molondo, el límite entre Bayabao y East Masiu; Sawer, municipio de Masiu el límite entre el municipio de East Masiu y East Unayan hasta el municipio de Madamba, el límite entre West Unayan y West Masiu; y Bacayawan en el municipio de Marantao, el límite entre el oeste de Masiu y Bayabao. Sorprendentemente, no hay un límite identificado entre Bayabao y Balo-i pero la razón es que ambos linajes Pangampong provienen del mismo árbol genealógico. "Bajo la Kiangginawai" (amistad) no es necesario establecer su límite.
En 1754, los maranaos siguieron aumentando su fuerza marítima y aceleraron sus ataques contra los españoles. Leyte y Calamianes se llevaron parte del grueso de sus ataques. Unos novecientos maranaos e iranuns desembarcaron una vez para atacar a los esclavos en Albay y capturaron a más de cien habitantes. En Balayan, Batangas, saquearon todo lo que pudieron. Los maranaos e iranuns fueron así responsables de disuadir a los Pintados de los Visayas de venir con los españoles en sus incursiones en Mindanao y Sulu.
Los maranaos y otros moros realizaron estos ataques ya que la mayoría de las tropas nativas utilizadas contra ellos eran visayanos. Los hechos llevaron a los españoles a idear un sistema de defensa naval más elaborado y efectivo, ya que los visayanos culpan al gobierno español de no poder defenderlos incluso después de rendir tributo anual a la Corona.
En 1757, los iranunes y maranaos aceleraron sus ataques contra los españoles. Hubo frecuentes encuentros navales entre ellos y los españoles. En algunos de ellos, según los informes, han perecido miles.
En un lapso de cuatro años, las incursiones de Maranao por esclavos en las Visayas redujeron el número de tributos al gobierno español en al menos 100.000. Por ejemplo, las cifras mostraban que el distrito de Panay pagó 1500 tributos en 1750. Para el año 1757, allí solo se pagaban 500 tributos. En Romblón, el número de tributos bajó de 1370 a 995, mientras que en Kalibu (Capiz) disminuyó de 1164 a 549. Muchos pueblos costeros fueron totalmente destruidos y la población de Visayan se redujo considerablemente.
En 1759, Datu Aber Palawan y sus hombres atacaron la escuadra española en la parte norte de Mindanao. Fue martirizado y enterrado en Radapan, Lanao (ahora Larapan, Linamon, Lanao del Norte).
El General Valeriano Weyler, el Gobernador-General español, decidió enfrentarse a los Maranao en 1889. Ordenó a sus tropas desembarcar en Malabang (en Lanao) para conquistar el Maranaos no conquistados. Tenía 1242 soldados en dos columnas. La primera columna comenzó en Malabang mientras que la segunda columna comenzó en Iligan. (Este ataque en dos frentes al territorio de Maranao desde las partes norte y oeste de Mindanao fue una reminiscencia de la campaña de 1639 contra los Maranao). Después de algunos enfrentamientos sangrientos, Marawi fue ocupada el 19 de agosto de 1889, no sin encontrar una fuerte resistencia de los Maranaos liderados por Datu Amai Pakpak. En septiembre de 1891, Weyler finalmente terminó su campaña sin conquistar Maranaos.
El 15 de mayo de 1892, Fray Pablo Pastel redactó el anteproyecto para la conquista temporal y espiritual de los Sultanatos en Filipinas para la reducción gradual de los poderes políticos y otros de los Sultanes, Datus, Shariffs y Panditas en tal forma en que eventualmente todos se volverían impotentes. Los españoles consideraron a todas las comunidades moras como el principal obstáculo en su conquista y colonización de todo el Archipiélago.
El 5 de junio de 1892, los Datus de Lanao cooperaron en la fortificación del tramo alrededor del río Agus para su mutua defensa. En febrero de 1895 comenzaron los ataques sistemáticos de Maranao a los fuertes españoles. Como resultado, los invasores españoles lanzaron otra expedición española el 10 de marzo del mismo año para atacar y capturar Marawi, de una vez por todas. Comenzó la marcha hacia Marawi. Los españoles se encontraron ante una fuerte cotta bajo el mando del mismo Amai Pakpak. Los guerreros de Maranao lucharon con igual valentía pero perdieron la guerra con el martirio de Datu Akader Amai Papak, su hijo, 23 datus y 150 guerreros de Maranao. Los españoles perdieron 194 hombres. Aproximadamente 3000 soldados españoles e innumerables voluntarios de Zamboanga, Misamis y Sibugay estuvieron involucrados. Esto no impidió que los maranaos siguieran luchando.
La Kotah española en Marawi estaba en estado de sitio. Los ataques esporádicos a la guarnición y las emboscadas se pusieron a la orden del día. Los maranaos alrededor del lago continuaron su resistencia contra los españoles incluso después de que se trajeran cañoneras al lago Lanao para lanzar una campaña contra las comunidades a su alrededor. Sin embargo, los esfuerzos de Maranao para arrebatar el área a los españoles resultaron infructuosos ya que los españoles se aferraron a su territorio conquistado hasta que finalmente se retiraron, pero solo después de su derrota ante los estadounidenses en la guerra hispanoamericana que comenzó el 1 de mayo de 1898.

## Los 17 Sultanatos Reales Gobernantes en Lanao
El número original de los gobernantes Royal Sultans of Lanao era solo quince (15). Ahora se aumentó a diecisiete (17) con la creación de Sultán a Domalondong sa Butig. Por lo tanto, recientemente se le cambió el nombre a 17 "Panoroganans of Lanao". Un "Pangampong" es un principado donde el jefe se dirige como Su Alteza Real (SAR).
Los Panoroganans son los que tienen derecho a aprobar o desaprobar el Taritib, Ijmas y Adats en sus respectivos Pangampong. Esto les dio el título de "Su Alteza Real" o ahora localizado como "Panoroganans". También crearon el 28 "Piakambaya ko Taritib" (gobernado por un sultán pero no por un sultán real) que es aparentemente similar a un consejo u organismo legislativo que formula el Taritib y el Ijma que se distribuyen por pangampong.

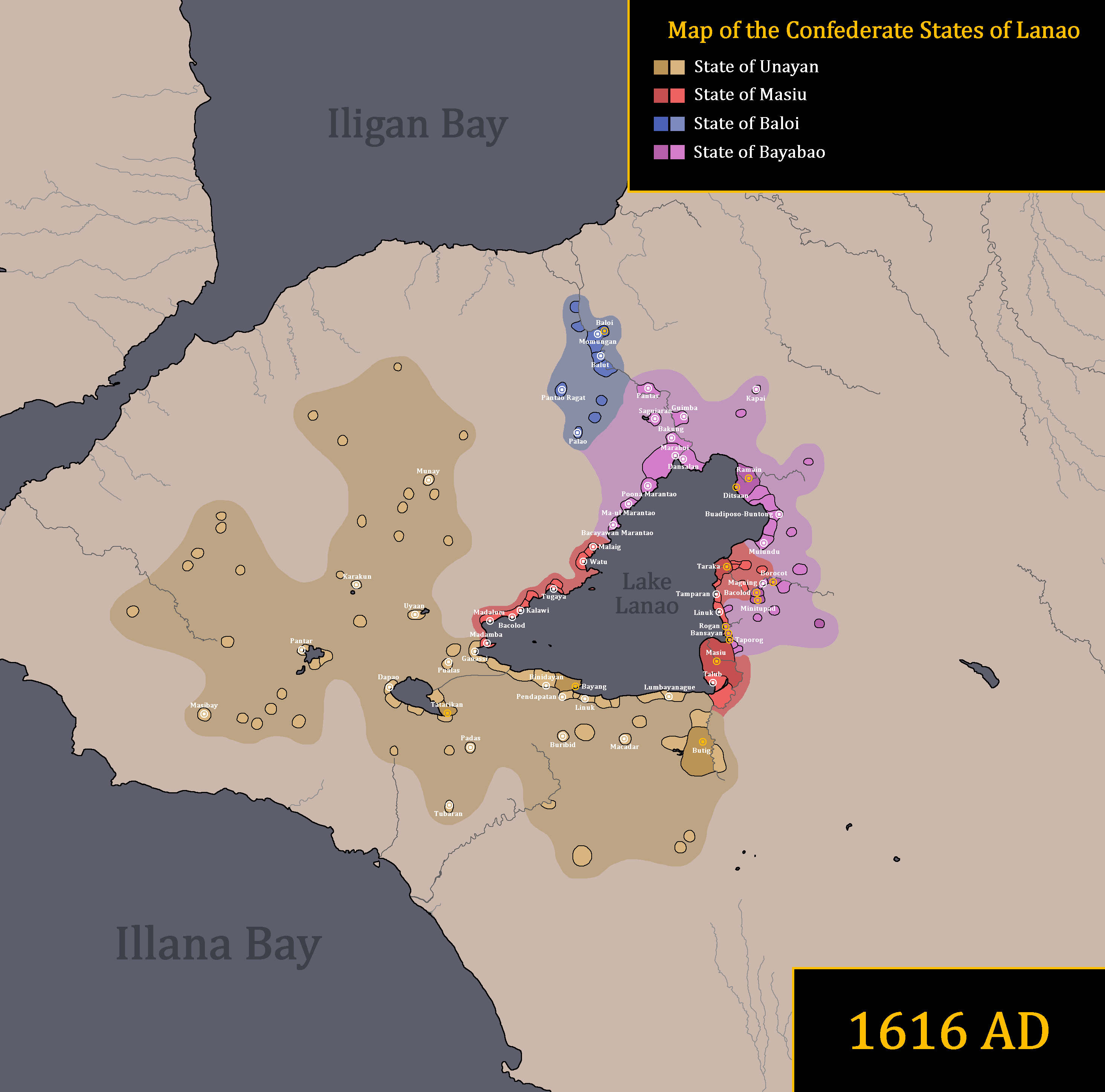
Mapa de los 4 estados soberanos de Lanao como se describe.

Los lugares debajo de cada uno de los "Pat a Pangmpong a Ranao" (Cuatro Principados de Lanao) son:
- Unayan cubre el sur del Lago Lanao estrictamente desde Buldon, Barira, Matanog, Parang de Shariff La provincia de Kabunsuan y la larga área costera paralela a la Bahía de Ilana yendo hacia el norte hasta la frontera de Zamboaga-Lanao. En Lanao del Sur, incluye Butiq, Sultán Dumalondong, Lumbayanague, Dago-ok Macadar, Bayang, Tubaran, Binidayan, Marogong, Ganassi, Pualas, Madamba, Calanogas, Kapatangan, Balabagan y Malabang. En Lanao del Norte, incluye Kormatan, Lala y Tubod
- Pangamponga Masiu cubre los municipios de Molondo, Taraka, Tamparan, Masiu, Wato-Balindong, Tugaya, Bacólod-Kalawi, Madalum y Madamba.
- Pangamponga Bayabao se compone actualmente de los municipios de Ditsaan Ramain, Bubong, Buadiposo-Buntong, Kapai, Marantao , Saguiran, Maguing, Bumbaran, Wao, Lumba-Bayabao, Poona Bayabao, Piagapo en Lanao del Sur y la ciudad de Marawi.
- Pangamponga Baloi consta de los municipios de Pantar, Tagoloan, Kapai, Baloi,  Pantao Ragat, Poona Piagapo, Tangcal, Magsaysay, Kauswagan, Linamon, Bacólod, Maigo y Kolambogan en Lanao del Norte y Iligan City.

### Las Dieciséis Casas Reales de Lanao
UNAYAN:.
- La Casa Real de Butig (Dianaton Naim). La fuente de la genealogía en Ranau Pangampong.
- La Casa Real de Pagayawan
- La Casa Real de Bayang
- La Casa Real de Dumalondong

MASIU:
- La Casa Real de Masiu
- La Casa Real de Datu a Cabugatan

POONA-BAYABAO:
- La Casa Real de Bansayan
- La Casa Real de Rogan
- La Casa Real de Taporog

LUMBA-BAYABAO:
- La Casa Real de Minitupad
- La Casa Real de Borocot
- La Casa Real de Bacólod
- La Casa Real de Maribó

MALA-BAYABAO:
- La Casa Real de Ramain
- La Casa Real de Ditsaan

BALOI:
- La Casa Real de Baloi